# Joint labyrinthe

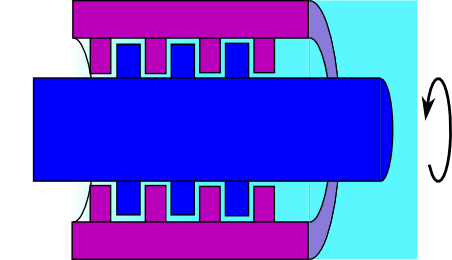
Schéma d'un joint labyrinthe

Le joint labyrinthe fait partie de la famille des joints d'étanchéité sans contact.
Il est principalement utilisé sur des axes tournant à vitesse élevée, ayant besoin d'être isolés d'un gaz ou d'un liquide à un certain niveau (par exemple, le centre du vilebrequin sur la moto bicylindre 125RD Yamaha). Il est généralement composé d'un corps cylindrique en métal avec un alésage.